# Patient Number 9
Patient Number 9 är Ozzy Osbournes trettonde studioalbum, utgivet den 9 september 2022 på etiketten Epic Records. Titelspåret gick rakt in på förstaplatsen på Billboard Hot Hard Rock Songs.

## Låtlista
| Nr           | Titel                                      | Kompositör                                                       | Längd |
| ------------ | ------------------------------------------ | ---------------------------------------------------------------- | ----- |
| 1.           | Patient Number 9 (featuring Jeff Beck)     | Ozzy Osbourne Andrew Watt Robert Trujillo Chad Smith Ali Tamposi | 7:21  |
| 2.           | Immortal (featuring Mike McCready)         | Osbourne Watt Smith Tamposi Duff McKagan                         | 3:03  |
| 3.           | Parasite (featuring Zakk Wylde)            | Osbourne Watt Trujillo Tamposi Taylor Hawkins                    | 4:05  |
| 4.           | No Escape from Now (featuring Tony Iommi)  | Osbourne Watt Smith Tamposi Tony Iommi                           | 6:46  |
| 5.           | One of Those Days (featuring Eric Clapton) | Osbourne Watt Smith Tamposi McKagan                              | 4:40  |
| 6.           | A Thousand Shades (featuring Jeff Beck)    | Osbourne Watt Smith Tamposi Ryan Tedder                          | 4:26  |
| 7.           | Mr. Darkness (featuring Zakk Wylde)        | Osbourne Watt Trujillo Tamposi Hawkins                           | 5:35  |
| 8.           | Nothing Feels Right (featuring Zakk Wylde) | Osbourne Watt Smith Tamposi Chris Chaney                         | 5:35  |
| 9.           | Evil Shuffle (featuring Zakk Wylde)        | Osbourne Watt Trujillo Smith Tamposi                             | 4:10  |
| 10.          | Degradation Rules (featuring Tony Iommi)   | Osbourne Watt Smith Trujillo                                     | 4:10  |
| 11.          | Dead and Gone                              | Osbourne Watt Trujillo Smith Tamposi                             | 4:32  |
| 12.          | God Only Knows                             | Osbourne Watt Tamposi Hawkins                                    | 5:00  |
| 13.          | Darkside Blues                             | Osbourne Watt                                                    | 1:47  |
| Total längd: | Total längd:                               | Total längd:                                                     | 61:10 |

## Medverkande
- Ozzy Osbourne – sång

Övriga
- Zakk Wylde
- Jeff Beck
- Tony Iommi
- Mike McCready
- Eric Clapton
- Josh Homme
- Dave Navarro
- Robert Trujillo
- Duff McKagan
- Chris Chaney
- Chad Smith
- Taylor Hawkins